# Самуелє Кампо
Самуелє Кампо (італ. Samuele Campo, нар. 6 липня 1995, Базель) — швейцарський футболіст, півзахисник клубу «Люцерн». Грав за молодіжну збірну Швейцарії.

## Клубна кар'єра
Народився 6 липня 1995 року в місті Базель. Вихованець футбольної школи клубу «Базель».
Протягом 2013–2015 років грав за другу команду «Базеля», після чого на початку 2016 перейшов до лав на той час друголігової «Лозанни». За рівроку команда здобула підвищення у класі і наступні півтора року гравець відіграв уже в Суперлізі, де був основним гравцем.
На початку 2018 року повернувся до «Базеля», з яким уклав чотирирічний контракт. Поступово став гравцем основного складу рідної команди. Станом на 4 серпня 2020 року відіграв за команду з Базеля 55 матчів у національному чемпіонаті.

## Виступи за збірні
2011 року дебютував у складі юнацької збірної Швейцарії (U-16), загалом на юнацькому рівні взяв участь у 14 іграх, відзначившись 3 забитими голами.
2016 року провів свій єдиний матч у складі молодіжної збірної Швейцарії.

## Статистика виступів

### Статистика клубних виступів
Станом на 1 серпня 2018 року
| Сезон               | Команда             | Чемпіонат           | Чемпіонат | Чемпіонат | Національний кубок | Національний кубок | Національний кубок | Континентальні кубки | Континентальні кубки | Континентальні кубки | Інші змагання | Інші змагання | Інші змагання | Усього | Усього | Усього |
| Сезон               | Команда             | Ліга                | Ігор      | Голів     | Ліга               | Ігор               | Голів              | Ліга                 | Ігор                 | Голів                | Ліга          | Ігор          | Голів         | Ігор   | Голів  |        |
| ------------------- | ------------------- | ------------------- | --------- | --------- | ------------------ | ------------------ | ------------------ | -------------------- | -------------------- | -------------------- | ------------- | ------------- | ------------- | ------ | ------ | ------ |
| січ.-черв. 2016     | «Лозанна»           | ЧЛ                  | 5         | 1         | КШ                 | -                  | -                  | -                    | -                    | -                    | -             | -             | -             | 5      | 1      |        |
| 2016–17             | «Лозанна»           | СЛ                  | 34        | 6         | КШ                 | 0                  | 0                  | -                    | -                    | -                    | -             | -             | -             | 34     | 6      |        |
| 2017-січ. 2018      | «Лозанна»           | СЛ                  | 18        | 4         | КШ                 | 2                  | 0                  | -                    | -                    | -                    | -             | -             | -             | 20     | 4      |        |
| Усього за «Лозанну» | Усього за «Лозанну» | Усього за «Лозанну» | 57        | 11        |                    | 2                  | 0                  |                      | -                    | -                    |               | -             | -             | 59     | 11     |        |
| січ.-черв. 2018     | «Базель»            | СЛ                  | 0         | 0         | КШ                 | 0                  | 0                  | ЛЧ                   | -                    | -                    | -             | -             | -             | 0      | 0      |        |
| Усього за кар'єру   | Усього за кар'єру   | Усього за кар'єру   | 57        | 11        |                    | 2                  | 0                  |                      | -                    | -                    |               | -             | -             | 59     | 11     |        |

## Титули і досягнення
- Володар Кубка Швейцарії (1):

«Базель»: 2018/19